# Kibernetski prostor
Kibernetski prostor (grško: kybernao - krmariti) je virtualno-omrežni prostor v katerem brskamo po svetovnem spletu, wapu ali beremo elektronsko pošto.

## Definicije kibernetskega prostora
Izraz kibernetski prostor ali njegova okrajšava kiberprostor (angleško cyberspace) izhaja iz  kibernetike, predpona kiber pa iz grškega izraza »kybernetes«, krmar.
Kibernetski prostor je bolj razširjen pod imenom virtualna resničnost, omogoča pa dostop do več storitev  interneta (World Wide Web, BBS, Elektronska pošta, itd.) ter različnih  lokalnih omrežij. Za uporabo kibernetskega prostora ne potrebujemo  podatkovne rokavice in  čelade.
Izraz “cyberspace” oziroma kiberprostor predstavlja globalno omrežje  informacijske tehnologije,  telekomunikacijskih omrežij in sistemov za računalniško obdelavo. Izraz je postal konvencionalen način za opis skorajda vsega, kar je povezano z internetom in različnimi internetnimi kulturami.
Besedo kiberprostor je leta 1984 prvič uporabil pisatelj William Gibson v svojem romanu Nevromant. Nevromant je znanstveno-fantastična literatura v kateri kibernavti oziroma vesoljci v elektronskih podatkovnih svetovih doživljajo pustolovščine. Kiberprostor se izvorno navezuje na svobodo podatkov in informacij. V znanstvenih prispevkih pa se označuje kot pogoj za elektronsko poslovanje različnih uporabnikov mrežnih storitev med seboj.
V Združenih državah Amerike tako Gibsona uvrščajo med najvplivnejšega sodobnega pisatelja znanstvene fantastike . V romanu Nevroman je orisal globalno komunikacijsko omrežje že veliko prej, preden se je razvil internet, nekateri pa mu tako pripisujejo tudi iznajdbo koncepta interneta, kot ga poznamo danes. 
Obstaja več avtorjev, ki se ukvarjajo s pojmom kiberprostora in so podali različne definicije pojma.
Verbinc  kiberprostor opredeli kot moderno znanstveno panogo, ki preučuje in primerja komunikacijske in nadzorne mehanizme v živčnem sistemu živih bitij in zapletenih elektronskih strojih.
F. Trček  kiberprostor označuje kot »območje informacijsko-podatkovnega prometa in vsebinsko-interesno opredeljene interakcije s pomočjo računalniško posredovanega komuniciranja v informacijska omrežja vključenih akterjev, ne glede na njihovo konkretno geografsko lociranost.«
Kibernetski prostor bi lahko izenačili s Castellsovim  prostorom tokov, saj gre pri tem po mnenju Trčka  za prizorišče za zagotavljanje različnih formalnih in neformalnih interesnih nagnjenj in potreb akterjev, ki potekajo z interakcijo in transakcijo med njimi.
V kiberprostoru se na osnovi integracije lastnosti starih tehnologij izmenjave podatkov in medsebojnih komunikacij na daljavo ter njihove nadgradnje skozi razvoj računalniško posredovanega omrežnega komuniciranja odvija deteritorializacija oz. virtualizacija številnih sistemov družbenega delovanja. Kiberprostor Trček deli na societalni, znanstveno-izobraževalni in gospodarsko-poslovni prostor.
Kot ugotavlja Levy , se kibernetski prostor nanaša na svet digitalnih omrežij, opisanih kot bojišče med multinacijami, skratka prostor globalnih konfliktov ter novih ekonomskih in kulturnih mej. Drugače pa Levy definira kibernetski prostor kot komunikacijski prostor, ki je dostopen preko globalne povezave računalnikov in računalniških spominov. Ta definicija vključuje vse elektronske komunikacijske sisteme (vključno z  brezžičnimi omrežji in konvencionalnimi telefonskimi sistemi), ki lahko prenašajo informacije iz digitalnih virov ali virov, ki so namenjeni digitalizaciji. Torej je ena od temeljnih funkcij kibernetskega prostora zagotavljanje dostopa do informacij na daljavo iz različnih (računalniških) virov.
Sherry Turkle  pojmuje kiberprostor kot del širšega okolja virtualne resničnosti, saj po njenem mnenju vključitev v kibernetski prostor posamezniku omogoča doživljanje rutin vsakdanjega življenja na več načinov in sicer da se lahko pogovarjajo, izmenjujejo ideje, ustvarijo osebnost in gradijo nove skupnosti.
Michael Benedikt   V svoji knjigi Cyberspace: First Steps opisuje kiberprostor kot prispodobo vesolja. Kiberprostor je novo, vzporedno vesolje ustvarjeno in vzdrževano s pomočjo računalnika in komunikacijskih poti. Njegova definicija kiberprostora pa pravi, da gre za ˝globalno omreženje, računalniško vzdrževano, dostopno in generirano, umetelno ali virtualno resničnost. V tej resničnosti, za katero je vsak računalnik okno, videni ali slišani predmeti niso fizični objekti niti niso nujno predstavitve fizičnih predmetov, temveč so po obliki, značaju in akciji produkti podatkov, čistih informacij.˝ 
Bernd von den Brinken   opredeli kiberprostor drugače kot drugi, saj ga ne opredeli kot virtualno resničnost. Njegova definicija pravi, da je ˝kiberprostor umetna beseda. Označuje umetno ustvarjen prostor, čisti svet [[programska oprema | programske opreme, ki ga prenaša in spreminja računalnik, človeku pa je dostopen s pomočjo neposredne priključitve na možgane. Tisto, kar je to podobo naredilo tako popularno, je povezava s sodobnim razvojem. Kajti v pojmu se povezujeta dve sodobni težnji: beg vase in povezovanje.˝

## Zasebnost v kibernetskem prostoru
Z razvojem in razmahom komunikacije in delovanja posameznikov v kibernetskem prostoru se je obenem razvnela debata tudi o stopnji [[zasebnost | zasebnosti] v tem prostoru. 
Veliko skrb pri zasebnosti v kibernetskem prostoru predstavljajo tako imenovani piškotki, ki beležijo aktivnosti posameznika  na določenem spletnem mestu. V prvi vrsti gre za zbiranje podatkov, ki omogočajo uporabnikom čim bolj personalizirano izkušnjo, vendar pa lahko iz teh podatkov razberemo tudi marsikaj o posameznikih. Res da ne gre za  osebne podatke kot recimo naslov, številka kreditne kartice, ime ali priimek in podobno vendar pa so tudi informacije o tem, o čem brskamo, kaj nas zanima, kakšno je naše obnašanje na internetu, osebne narave. Predvsem je problematično, ker se lahko te informacije uporabljajo za povsem komercialne namene. Trgovcem in prodajalcem lahko te informacije namreč veliko pomenijo, saj lahko na podlagi zbranih podatkov posameznemu uporabniku spletnega mesta "servirajo" tiste vsebine, ki jih glede na zbrane podatke zanimajo in si tako izboljšajo prodajo ali prepoznavnost svoje znamke. Problematično je predvsem dejstvo, da obiskovalci spletnih strani pogosto niso jasno obveščeni o tem, da se podatki o njihovem obisku beležijo in shranjujejo in pa da nekateri piškotki sledijo aktivnostim uporabnika tudi po tem, ko zapustijo določeno spletno mesto. Piškotki te vrste se običajno nahajajo v oglasnih bannerjih.
Prav tako pa med uporabniki obstaja določena mera nezaupanja do interneta, saj še vedno veliko uporabnikov noče uporabljati npr.  spletne trgovine, kjer bi morali deliti svoj naslov, številko kreditne kartice in podobno. Strah pred zlorabo podatkov še vedno obstaja, čeprav se je v zadnjih letih uporaba spletnih trgovin in drugih spletnih mest, kjer uporabniki delijo svoje bolj ali manj osebne podatke, precej povečala. Po drugi strani pa se uporabniki interneta teh dejstev tudi zavedajo in posledično večina bolj ozaveščenih uporablja tudi primerno zaščitno programsko opremo ali pa so le nekoliko bolj previdni pri tem kako in kje delijo svoje osebne podatke. 

## Varnost osebnih podatkov v kiberprostoru
Danes ima že praktično vsak posameznik dostop do interneta, s porastom uporabe interneta pa nastaja problem pri  varnosti v kibernetskem prostoru, ki se je nekateri zavedajo in dajejo veliko na varovanje svojih podatkov, spet drugi, manj ozaveščeni (predvsem mladostniki) se ga ne poslužujejo v zadostni meri. Tako je se je z uporabo interneta razvil tudi tako imenovani  ˝kiber kriminal˝, ki ga  Thomas Douglas in Brian D. Loader  v knjigi Cybercrime  definirata kot navaden kriminal, ki ne bi bil mogoč brez pomoči  informacijske komunikacijske tehnologije (IKT). 
V Sloveniji je kazenski zakonik RS  uredil računalniški kriminal in ima urejene  zakone kot so:
154. člen: Zloraba osebnih podatkov
225. člen: Neupravičen vstop v informacijski sistem 
242. člen: Vdor v informacijski sistem
309. člen: Izdelovanje in pridobivanje orožja in pripomočkov, namenjenih za kaznivo dejanje.
Pri varovanju osebnih  podatkov je prisoten tudi informacijski poblaščenec, ki ima funkcijo varovanja osebnih podatkov, ki so največkrat zlorabljeni. 

## Etika raziskovanja v kibernetskem prostoru
Dandanes večina komunikacije poteka v kibernetskem prostoru. Ko človek vstopa v ta virtualni svet, nastajajo nove ravni intimnosti in etike. Pojavijo se virtualni  plagiati, nevljudnost in nove vrste razmerij. 
Ne glede na vrsto družbene znanosti, da le vsebuje človeški faktor, je potrebno podrobneje pogledati še etiko človeškega dostojanstva. Ravno zato so študije internetne tehnologije najhitreje razvijajoče se študije - študije navigacije ljudi v kibernetskem prostoru, vsebinske študije karakteristik elektronskih sporočil itd. Kateri pa so varnostni ukrepi, ki jih je potrebno pri tem zagotoviti? Kakšna aktivnost v kibernetskem prostoru se lahko obravnava kot kršenje etike? Da lahko odgovorimo na ti vprašanji, moramo najprej razložiti pojma javna in zasebna informacija. Javna informacija vsebuje podatke o vedenju, ki se pojavi v kontekstu, ko posameznik ne more razumsko predvidevati, da se nad njim izvaja kakršnokoli opazovanje. Medtem ko privatna informacija vsebuje podatke o vedenju, ki se pojavi v kontekstu, ko posameznik lahko razumsko predvideva, da se nad njim ne izvaja nobenega opazovanja ter podatke, ki so bili priskrbljeni z določenim namenom. Ali je slednje značilnost kibernetskega prostora? Raziskave kažejo nasprotno. Kibernetski prostor se obranava kot javno spletišče  , saj uporabnik nikoli ne more popolnoma vedeti, kdo vse ima dostop do njegovih/njenih vsebin ter pod kakšnimi pogoji je ta dostop dovoljen. Ravno zato je ogrožena zasebnost uporabnikov. 
Podobne težave se pojavijo, ko se nekateri uporabniki ne zavedajo, da so vsebinski prispevki prostovoljni in oddani na podlagi soglasja oz. svobodne volje. Zato je potrebno poskrbeti, da ima uporabnik pravico do umika od sodelovanja ter vključiti skrb za dosego uporabnikovega razumevanja spletne terminologije. Tu pa se pojavi dvom, če je etično nekoga izbrisati iz sistema, če noče prostovoljno sodelovati ali zaradi brisanja sledi delovanja. (Ostali) uporabniki imajo pravico, da so zaščiteni pred škodovanjem in invaziji zasebnost.